# Фёдоров, Николай Васильевич (атаман)

Подборка фотографий атамана Н. В. Фёдорова

Никола́й Васи́льевич Фёдоров (30 ноября 1901, Рогожин, Городской округ город Михайловка — 28 сентября 2003, Сафферн, Нью-Йорк) — русский учёный-гидравлик, участник Белого движения, деятель русской Белой эмиграции, генерал-майор, атаман Всевеликого Войска Донского за Рубежом (1965—2003).

## Биография
Родился в низовьях Дона, в казачьей семье Василия Петровича Фёдорова и его супруги Ольги Андреевны (урождённой Мягковой).
Учился в Новочеркасской им. атамана графа М. И. Платова гимназии. В 1917 году добровольцем вступил в отряд есаула Чернецова и принял участие в вооружённой борьбе с большевиками. Был ранен, награждён Георгиевским Крестом 4-й степени. В 1920 году с частями Врангеля ушёл в эмиграцию. Находился в военных лагерях Чилингир и Лемнос. Затем переехал в Болгарию, а позднее — в США, где получил диплом гражданского инженера, занялся научной деятельностью, в которой со временем достиг больших высот и мирового признания.
Будучи до конца своих дней непримиримым противником коммунизма и его наследия, вёл большую общественно-политическую работу в русском белом зарубежье, неоднократно избирался атаманом Всевеликого Войска Донского за Рубежом .
В 1959 году учредил знак Союза донских казаков в Америке. Знаки были изготовлены французской фирмой Arthus Bertrand Paris в количестве 999 штук (последнее вручение знака состоялось в 1997 году). А в 1970 год им же учреждена и медаль Союза донских казаков в Америке.
Уже в возрасте 96-ти лет профессор Н. В. Фёдоров совершил поездку в Россию, побывал на Дону. А, перейдя свой 100-летний рубеж, не только продолжал реально руководить белыми воинскими организациями, но и выступал с публичными докладами.
В 1991—2003 годах решительно выступал против свёртывания антикоммунистической работы и идей закрытия белых организаций как якобы потерявших политическую актуальность, осуждал политику той части русской эмиграции, которая пошла на сотрудничество с властями Российской Федерации.
В 1998 году, приказом по РОВС, награждён медалью «В память 80-летия Белой борьбы».
Умер от прогрессирующей меланомы (рака кожи), с которой боролся последние 10 лет жизни. За год до смерти опухоль распространилась на слизистую рта и язык, лишив его возможности разговаривать.
По некоторым данным Николай Васильевич Фёдоров — последний из участников Гражданской войны на стороне Белого движения (по другим данным, его пережил капитан ВСЮР, инженер Игорь Афанасьевич Талызин (1898—22.03.2004), живший в Бразилии).

## Военно-общественная деятельность
Войсковой атаман Всевеликого Войска Донского за Рубежом, председатель Тройственного союза казаков Дона, Кубани и Терека, почётный председатель Русского общевоинского союза.

## Учёные звания и награды
Профессор, а затем заслуженный профессор, почётный член Британской королевской ассоциации прогресса науки, почётный пожизненный член Американского общества гражданских инженеров, почётный член Нью-Йоркской академии наук. Среди его наград: почётный знак «Серебряная эмблема», полученный от Общества американских геофизиков за «бескорыстное служение науке и многолетнюю творческую деятельность», позднее (1990) — золотой жетон, орден Академических пальм — от Французской Академии Наук, а также французский Военный крест (за заслуги во время 2-й мировой войны).
Факты научной биографии, перечень научных публикаций, званий и наград помещён в международном справочнике «Кто есть кто из интеллектуалов» (Кембридж, Англия, издание третье, 1979).